# The Victors
The Victors (bra Os Vitoriosos) é um filme estadunidense, de 1963, dos gêneros drama e guerra, dirigido e roteirizado por Carl Foreman, baseado no livro de Alexander Baron, música de Sol Kaplan.

## Sinopse
As experiências de um batalhão de infantaria americano na Segunda Guerra Mundial, de seu desembarque na Sicília até a tomada de Berlim.

## Elenco
- Vince Edwards ....... Baker (como Vincent Edwards)
- Albert Finney ....... Soldado russo
- George Hamilton ....... Trower
- Melina Mercouri ....... Magda
- Jeanne Moreau ....... Mulher francesa
- George Peppard ....... Cabo Chase
- Maurice Ronet ....... Tenente francês
- Rosanna Schiaffino ....... Maria
- Romy Schneider ....... Regine
- Elke Sommer ....... Helga
- Eli Wallach ....... Sargento Craig
- Michael Callan ....... Eldridge
- Peter Fonda ....... Weaver
- James Mitchum ....... Grogan (como Jim Mitchum)
- Senta Berger ....... Trudi